# Herbert L. Anderson
Herbert Lawrence Anderson (Nueva York, 24 de mayo de 1914-Los Álamos, 16 de julio de 1988) fue un físico nuclear estadounidense que se desempeñó como profesor de física en la Universidad de Chicago.

## Primeros años
Nacido en Nueva York, en el seno de una familia judía. Su linaje junto con el del rabino Meir Katzenellenbogen, el Maharam de Padua, se detalla en The Unbroken Chain. Obtuvo una licenciatura en artes en 1931, un título de ingeniería eléctrica en 1935 y un doctorado en física en 1940, los tres por la Universidad de Columbia.
Mientras trabajaba en su doctorado, Anderson hizo dos contribuciones importantes al proyecto de un ciclotrón. Otros que ayudaron a Anderson en la construcción del ciclotrón fueron Eugene T. Booth, G. Norris Glasoe, Hugh Glassford y el profesor Dunning. Anticipándose a realizar experimentos con el ciclotrón, también construyó una cámara de ionización y un amplificador lineal a finales de 1938.

## Carrera
En diciembre de 1938, los químicos alemanes Otto Hahn y Fritz Strassmann enviaron un manuscrito a Naturwissenschaften informando que habían detectado el elemento bario tras bombardear uranio con neutrones; simultáneamente, comunicaron estos resultados a Lise Meitner. Meitner y su sobrino Otto Robert Frisch interpretaron correctamente estos resultados como fisión nuclear. Frisch confirmó esto experimentalmente el 13 de enero de 1939. En 1944, Hahn recibió el Premio Nobel de Química por el descubrimiento de la fisión nuclear. Algunos historiadores han documentado la historia del descubrimiento de la fisión nuclear y creen que Meitner debería haber recibido el Premio Nobel junto con Hahn.
El 25 de enero de 1939, Anderson fue miembro del equipo experimental de la Universidad de Columbia que llevó a cabo el primer experimento de fisión nuclear en los Estados Unidos, que se llevó a cabo en el sótano de Pupin Hall; los otros miembros del equipo eran Eugene T. Booth, John R. Dunning, Enrico Fermi, G. Norris Glasoe y Francis G. Slack.
Un artículo basado en la tesis doctoral de Anderson, Captura de resonancia de neutrones por uranio, por razones de seguridad, no se publicó hasta 10 años después.

### Reacción en cadena
En febrero de 1942, como parte del Proyecto Manhattan, se estableció el Laboratorio Metalúrgico (Met Lab) en la Universidad de Chicago. Anderson trabajó con Fermi en el diseño y construcción de Chicago Pile-1 (CP-1), que logró la primera reacción nuclear en cadena creada por el hombre el 2 de diciembre de 1942. Posteriormente, dirigió la construcción del CP-2 en el Laboratorio Nacional Argonne en 1943. También fue un consultor clave para DuPont en el diseño y construcción de los reactores Hanford, que generaban plutonio fisionable para el arsenal nuclear estadounidense.
En 1944, fue al Laboratorio Nacional de Los Álamos, donde participó en el uso del reactor Omega para determinar la masa crítica de uranio-235. En preparación para la primera prueba de un dispositivo nuclear el 16 de julio de 1945, que recibió el nombre en código Trinity, el junto a sus colegas radioquímicos, desarrolló un método para determinar el rendimiento nuclear mediante la recolección de productos de fisión en el lugar de la detonación. Esta técnica se perfeccionó posteriormente para determinar el rendimiento nuclear mediante el análisis de productos de fisión en el aire.

## Últimos años
Tras la conclusión de la Segunda Guerra Mundial, Fermi y Anderson regresaron a la Universidad de Chicago. Allí fundaron el Instituto de Estudios Nucleares (hoy Instituto Enrico Fermi). En la Universidad, fue profesor asistente de física de 1946 a 1947, profesor asociado de 1947 a 1950, profesor de 1950 a 1977 y profesor de servicios distinguidos de 1977 a 1982. De 1958 a 1962, fue director del Instituto Enrico Fermi. Fue elegido miembro de la Sociedad Estadounidense de Física en 1941,la Academia Nacional de Ciencias en 1960y la Academia Estadounidense de Artes y Ciencias en 1978.Fue galardinado con el Premio Enrico Fermi en 1982.
Además su trabajo en Italia y Brasil, estuvo intermitentemente en el Laboratorio Nacional de Los Álamos. Finalmente, regresó allí en 1978 como becario y luego como miembro senior hasta su muerte tras una lucha de casi 40 años contra la beriliosis. Falleció a causa de una insuficiencia pulmonar, derivado de la beriliosis (intoxicación crónica por berilio) que contrajo durante su trabajo en el proyecto de uranio durante los primeros días de la Segunda Guerra Mundial. Su muerte el 16 de julio de 1988 en Los Álamos, Nuevo México, coincidió con el 43.er aniversario de la primera prueba de una bomba atómica.

## Publicaciones seleccionadas

### Artículos
- HL Anderson, ET Booth, JR Dunning, E. Fermi, GN Glasoe y FG Slack La fisión del uranio, Phys. Rev. Volumen 55, Número 5, 511 - 512 (1939). Cita institucional: Pupin Physics Laboratories, Universidad de Columbia, Nueva York, Nueva York. Recibido el 16 de febrero de 1939.
- HL Anderson, E. Fermi y Leo Szilard Producción y absorción de neutrones en uranio, Phys. Rev. Volumen 56, Número 3, 284 - 286 (1939). Cita institucional: Universidad de Columbia, Nueva York, Nueva York. Recibido el 3 de julio de 1939.
- Espectrómetro nuclear de doble lente magnética Harold M. Agnew y Herbert L. Anderson, Rev. Sci. Instrumento. Volumen 20, 869 (1949). Cita institucional: Instituto de Estudios Nucleares, Universidad de Chicago, Chicago, Illinois.
- Herbert L. Anderson Captura por resonancia de neutrones por uranio, Phys. Rev. Volumen 80, Número 4, 499 - 506 (1950). Cita institucional: Universidad de Columbia, Nueva York, Nueva York.

### Libros
- Herbert L. Anderson AIP Vademécum de Física del 50 aniversario (Instituto Americano de Física, 1981) ISBN 0-88318-289-0
- Herbert L. Anderson (Editor en jefe) A Physicist's Desk Reference (Instituto Americano de Física, Nueva York, 1989) ISBN 0-88318-610-1
- Herbert L. Anderson John Ray Dunning – en Memoria biográfica 163-186 (Academia Nacional de Ciencias, 1989).